# Microgaster erro
Microgaster erro är en stekelart som beskrevs av Nixon 1968. Microgaster erro ingår i släktet Microgaster och familjen bracksteklar. Arten är reproducerande i Sverige. Inga underarter finns listade i Catalogue of Life.